# Alburnoides devolli
Alburnoides devolli es una especie de pez del género Alburnoides, familia Cyprinidae. Fue descrita científicamente por Bogutskaya, Zupančič & Naseka en 2010.
Se distribuye por Europa, en el río Devoll y en el río Semeni, en Albania. La longitud estándar (SL) es de 9,5 centímetros. Habita en secciones de ríos de hasta un metro de profundidad.
Está clasificada como una especie marina inofensiva para el ser humano.